# San Rufo
San Rufo – miejscowość i gmina we Włoszech, w regionie Kampania, w prowincji Salerno.
Według danych na rok 2004 gminę zamieszkiwało 1850 osób, 59,7 os./km².